# Amerila accra
Amerila accra är en fjärilsart som beskrevs av Embrik Strand 1919. Amerila accra ingår i släktet Amerila och familjen björnspinnare. Inga underarter finns listade i Catalogue of Life.